# 僕固俊
僕固俊（?—?），回鹘西迁的领袖之一，北庭回鹘首领，出自仆固部，西州回鹘的远祖。
唐朝大中年间，仆固俊投附沙州节度使张义潮，居住北庭一带。咸通七年（866年），仆固俊大败吐蕃军，斩杀尚恐热，传首京师。归义军节度使张义潮上奏唐懿宗，他派遣仆固俊攻克了吐蕃占领的西州（高昌，今新疆吐鲁番）、北庭、轮台，遣使献俘告捷。从此回鹘人定居西州，归义军衰落后，西州回鹘建立。后所部内乱，不知所终。